# Ангел Донев
Ангел Иванов Донев, известен като Адонис, е български музикален педагог, поет и драматург от втората половина на XX век.

## Биография
Роден е в 1919 година в неврокопското село Гърмен, България. Завършва Държавната музикална академия в София. Ръководи женския хора „Лиляна Димитрова“ в София от 1946 до 1948 година. Учител е и ръководител на Музикалната школа при ХХХVІ средно училище „Максим Горки“ (1949 – 1972), на акордеонния оркестър в село Пасарел, Софийско.
Автор е на комедии: „Изненада“, „Съперници“ (1980 – 1986), трагедии: „Яворов и Лора“, „Спартак“, „Пратеник на султана“, „Трагедия за Петър Делян“ (1981 – 1982), поеми: „Гърменска невеста“, „Тамара“ (1980, 1982), любовна лирика „Вдъхновение“ (1984 – 1985).
Умира в 1988 година в София.